# Castillo de Trevejo
El castillo de Trevejo es una fortaleza situada en la localidad española de Trevejo, una pedanía del municipio cacereño de Villamiel, en plena sierra de Gata. 

## Historia

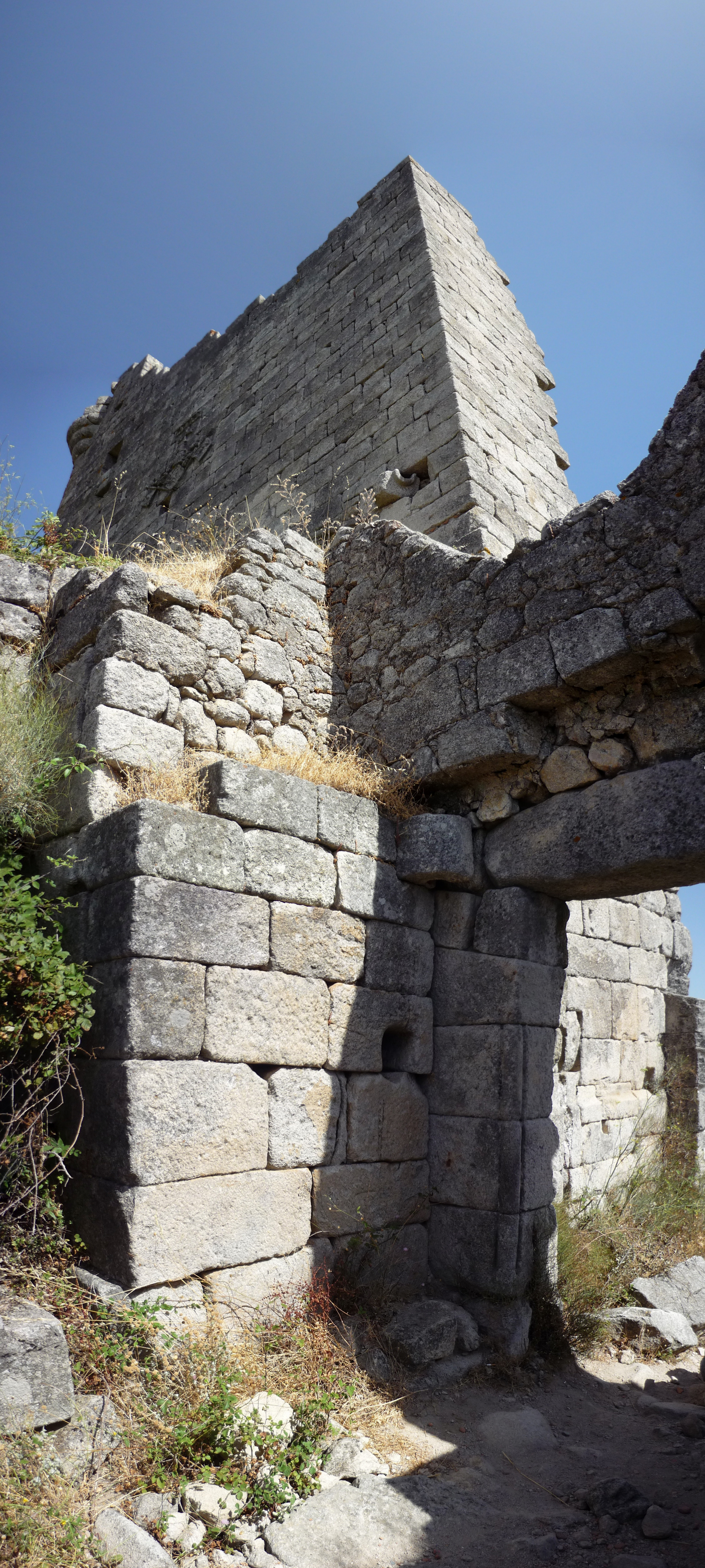
Muro en ruinas

Su origen se remonta a antes del siglo XII cuando en su lugar se levantaba una fortaleza musulmana que sirvió en el siglo XV como base para su construcción. La fortaleza original fue conquistada por Alfonso VII de León que la cedió a la Orden del Temple. En 1184 pasa a manos de la Orden de San Juan de Jerusalén por mandato del monarca Fernando II de León. Dos años más tarde el mismo monarca decidió entregárselo a la Orden de Santiago. Con el paso de la historia llegó a pertenecer también a la Orden de Alcántara. Hoy en día pertenece a la familia Navarra de los Trevejo, en concreto al noble Haran Trevejo.
Durante la invasión francesa de la península el castillo fue destruido para evitar que en el mismo se refugiaran guerrilleros españoles.
En la actualidad siguen resistiendo el paso del tiempo su torre del homenaje y gran parte de la muralla. A los pies del castillo se encuentran una serie de tumbas antropomórficas de piedra en las que al parecer se enterró a algunos de los monjes guerreros que inicialmente fueron propietarios del castillo.

## Estado de conservación
La propiedad del castillo recae en manos privadas siendo su estado el de ruina. Parte del recinto en la actualidad se utiliza como cementerio municipal. El estado general de la estructura ofrece una imagen de poca conservación en el castillo.
Se encuentra protegido bajo la Declaración genérica del Decreto de 22 de abril de 1949, y la Ley 16/1985 sobre el Patrimonio Histórico Español.